# Luis Alcoriza
Luis Alcoriza de la Vega (Badajoz, España; 5 de septiembre de 1918-Cuernavaca, Morelos, México; 3 de diciembre de 1992) fue un director de cine, guionista y actor español nacionalizado mexicano.

## Biografía
Proveniente de una familia de actores, se exilió a causa de la guerra civil española, primero en el Marruecos Español y posteriormente en Sudamérica, principalmente a Argentina, desde donde llegó finalmente en 1940 a México, país en el que se estableció hasta su muerte.
Su padre, Amalio Alcoriza, tenía una importante compañía teatral con la que representaba en especial dramas policíacos y género flamenco. Su madre, según Alcoriza, era una gran actriz de formación clásica a quien le disgustaban los géneros menores que se veía obligada a representar con la compañía familiar. Toda la compañía permaneció unida hasta llegar a México, donde solo pudieron subsistir unos meses. Alcoriza pasó a formar parte de la compañía de las hermanas Blanch, a las que, posteriormente, recompensó dándoles varios papeles en sus películas.
Colaboró con Luis Buñuel en diez de sus guiones. Grandes amigos, Alcoriza no vio valorada su obra con el calandino, lo que siempre le pesó, más aún cuando era considerado su «discípulo», algo que él siempre negó tajantemente, alegando que «Buñuel nunca le dio clases». Insistía Alcoriza en que las similitudes podían venir dadas por las fuentes culturales comunes, pero nunca de una imitación o una relación de profesor-alumno. Sin embargo, gracias a la crítica especializada, hoy varios títulos de la obra de Alcoriza han sido revalorizados, destacándose obras como Tlayucan (1962), Tiburoneros (1963), Tarahumara (1965), Paraíso (1970), Mecánica nacional (1971), Presagio (1974), Las fuerzas vivas (1975) o La sombra del ciprés es alargada (1990), entre otras.

## Filmografía

### Como guionista
- 1946: El ahijado de la muerte
- 1947: Una extraña mujer
- 1948: Nocturno de amor
- 1948: Enrédate y verás
- 1948: Flor de caña
- 1949: Negra consentida
- 1949: Los amores de una viuda
- 1949: El gran calavera
- 1949: Un cuerpo de mujer
- 1950: Tú, solo tú
- 1950: La liga de las muchachas
- 1950: Hipólito el de Santa
- 1950: Mala hembra
- 1950: Si me viera don Porfirio
- 1950: Huellas del pasado
- 1950: Los olvidados
- 1951: El siete machos
- 1951: Si usted no puede, yo si
- 1951: La hija del engaño
- 1951: Los enredos de una gallega
- 1951: Canasta uruguaya
- 1951: Anillo de compromiso
- 1952: Hambre nuestra de cada día
- 1952: Carne de presidio
- 1953: El bruto
- 1953: No te ofendas, Beatriz
- 1953: Él
- 1954: La ilusión viaja en tranvía
- 1954: La visita que no tocó el timbre
- 1954: Sombra verde
- 1955: ...Y mañana serán mujeres
- 1955: La vida no vale nada
- 1955: La tercera palabra
- 1955: El río y la muerte
- 1956: El rey de México
- 1956: El inocente
- 1956: La muerte en este jardín (La mort en ce jardin)
- 1957: Morir de pie
- 1958: A media luz los tres
- 1958: Escuela de rateros
- 1959: El cariñoso
- 1959: El hombre de alazán
- 1959: Los ambiciosos (La fiebre sube a El Pao) (La fièvre monte à El Pao)
- 1959: El toro negro
- 1959: El esqueleto de la señora Morales
- 1960: Los jóvenes
- 1961: Guantes de oro
- 1961: Suicídate, mi amor
- 1962: El ángel exterminador (L'Ange exterminateur)
- 1962: Tlayucan
- 1963: Tiburoneros
- 1963: Safo'63
- 1965: El gángster
- 1964: Tarahumara (Cada vez más lejos) (Toujour plus loins)
- 1965: Fiebre de juventud (Romance en Ecuador)
- 1966: Mil máscaras
- 1966: Juego peligroso (Episodio: "Divertimento")
- 1967: Amor en el aire
- 1968: La puerta y La mujer del carnicero
- 1968: Romeo contra Julieta
- 1969: Persíguelas y alcanzalas
- 1969: Las figuras de arena
- 1970: Pancho Tequila
- 1970: El oficio más antiguo del mundo
- 1970: Paraíso
- 1971: La chamuscada
- 1972: Mecánica nacional
- 1973: El derecho de los pobres
- 1973: Valente Quintero (película)
- 1974: El muro del silencio
- 1975: Presagio
- 1975: Las fuerzas vivas
- 1977: El arracadas
- 1978: Los días del pasado
- 1979: En la trampa
- 1981: Semana santa en Acapulco
- 1982: Tac-tac (Han violado a una mujer)
- 1983: El amor es un juego extraño
- 1987: Lo que importa es vivir
- 1988: Viacrucis nacional (Día de difuntos)
- 1990: La sombra del ciprés es alargada
- 1994: 7000 días juntos
- 1996: Pesadilla para un rico

### Como director
- 1961: Los jóvenes
- 1962: Tlayucan
- 1963: Tiburoneros
- 1964: Amor y sexo (Safo '63)
- 1965: El gángster
- 1965: Tarahumara (cada vez más lejos)
- 1967: Juego peligroso (Episodio: "Divertimento")
- 1968: La puerta y la mujer del carnicero
- 1969: El oficio más antiguo del mundo
- 1970: Paraíso
- 1972: Mecánica nacional
- 1972: El muro del silencio
- 1974: Fe, Esperanza y Caridad (Episodio: "Esperanza")
- 1974: Presagio
- 1975: Las fuerzas vivas
- 1980: A paso de cojo
- 1981: Semana santa en Acapulco
- 1982: Tac-tac
- 1983: El amor es un juego extraño
- 1985: Terror y encajes negros
- 1987: Lo que importa es vivir
- 1988: Día de muertos
- 1990: La sombra del ciprés es alargada

### Como actor
- 1941: La Torre de los suplicios
- 1942: La virgen morena
- 1943: Los miserables
- 1943: El rayo del sur
- 1944: San Francisco de Asís
- 1944: Naná : De Fauchery
- 1944: Rosa de las nieves
- 1945: Sierra Morena
- 1945: El Capitán Malacara
- 1946: María Magdalena: Pecadora de Magdala: Jesús Nazareno
- 1948: Reina de reinas: La Virgen María: Jesús, el Nazareno
- 1948: La casa de la Troya
- 1948: Flor de caña: Alberto
- 1949: El gran Calavera: Alfredo
- 1950: Tú, solo tú
- 1950: La Liga de las muchachas

## Premios y distinciones
Premios Óscar
| Año  | Categoría                          | Película | Resultado |
| ---- | ---------------------------------- | -------- | --------- |
| 1963 | Mejor película de habla no inglesa | Tlayucan | Nominado  |

Festival Internacional de Cine de San Sebastián
| Año  | Categoría                   | Película | Resultado |
| ---- | --------------------------- | -------- | --------- |
| 1974 | Mención especial del Jurado | Presagio | Ganador   |

- Medalla Salvador Toscano al Mérito Cinematográfico, 1992.